# Lola (algue)
Pour les articles homonymes, voir Lola.
Genre
Lola est un genre d'algues vertes de la famille des Cladophoraceae, dont la distribution géographique est mal connue en raison des confusions possibles avec d'autres algues.

## Étymologie
Le nom de genre Lola fut donné en mémoire d'une artiste en vogue vers 1930. Il s'agit plus exactement de « Lola-Lola » personnage joué par Marlène Dietrich dans le film L'Ange bleu, sorti en 1930, le personnage désignant l'artiste par métonymie.

## Détermination, systématique
L'espèce Lola implexa (Harvey) se présente macroscopiquement sous la forme de « filament entremêlés non ramifiés, formant des mèches frisées et enchevêtrées ».
Le genre Lola a été séparé du genre Chaetomorpha sur la base de critères reproducteurs (cycle monogénétique) et cytologiques. Il a été créé en 1929 par les époux A. Hamel (d) et Gontran Hamel (1883-1944).

## Liste d'espèces
Selon AlgaeBase (7 août avril 2021) :
- Lola californica (Collins) V.J.Chapman
- Lola capillaris (Kützing) Hamel
- Lola gracilis (Kützing) V.J.Chapman
- Lola implexa (Dillwyn) Hamel[note 1]
- Lola irregularis Zaneveld
- Lola lubrica (Setchell & N.L.Gardner) A.Hamel & Hamel
- Lola tortuosa (Dillwyn) V.J.Chapman

## Publication originale
- A. Hamel et G. Hamel, « Sur l'hétérogamie d'une Cladophoracée Lola (nov. gen.) lubrica (Setch. et Gardn.) », Compte Rendu Hebdomadaire des Séances de l'Académie des Sciences, Paris, vol. 189,‎ 1er juillet 1929, p. 1094-1096 (ISSN 0001-4036, lire en ligne, consulté le 28 décembre 2022).